# Kwasów
Kwasów – wieś w Polsce położona w województwie świętokrzyskim, w powiecie buskim, w gminie Pacanów.
W latach 1954–1959 wieś należała i była siedzibą władz gromady Kwasów, po jej zniesieniu w gromadzie Oleśnica. W latach 1975–1998 miejscowość administracyjnie należała do województwa kieleckiego.

## Historia
Wieś znana z opisów Długosza w wieku XV.
W XV wieku Kwasów był własnością Jana z Rytwian kasztelana krakowskiego (Długosz II, 424).
W wieku XIX wieś opisana była jako: Kwasów, wieś i folwark w powiecie stopnickim w gminie Oleśnica, parafii Pacanów, poczta w Stopnicy, domów włościańskich było 8.
Spis z roku  1827 wykazuje 15 domów i 122 mieszkańców.
Do roku 1868 wieś należała do dóbr Mietel.
Od poprzedniego dziedzica Kuczewskiego przeszedł Kwasów w r. 1862 na własność Wilhelma Gottschalka, któremu głównie zawdzięcza swoje dobre urządzenie, zabudowania ze wspaniałym murowanym dworem, jako też zaprowadzenie płodozmianu (11-polowy) i założenie pięknego ogrodu. Rozległość własności dworskiej wynosiła 409 mórg, i te prawie wszystkie były drenowane. Lasu we własności dworskiej nie było.
Urodził się tu Włodzimierz Stanisław Kozłowski – kapitan Wojska Polskiego, kawaler Orderu Virtuti Militari.